# Atypus sternosulcus
Atypus sternosulcus (KIM, KIM, JUNG & LEE, 2006)  è un ragno appartenente al genere Atypus della famiglia Atypidae.
Il nome deriva dal greco ᾶ-, àlfa-, con valore di negazione della parola seguente, e τύπος, typos, cioè forma, immagine, tipo, ad indicarne la forma atipica a causa della sproporzione dei cheliceri e delle filiere.
Il nome proprio deriva dal latino sternum, cioè sterno e sulcus, solco, buca, ad indicare l'evidente cavità dello sterno di questa specie di ragni..

## Caratteristiche
Questa specie condivide alcuni caratteri con A. karschi; ne differisce principalmente per la colorazione bruno rossastra dell'opistosoma e per i cheliceri, con 12 denti e 2 denticelli contro i 13 denti di A. karschi.
I maschi sono lunghi 16,5 millimetri, inclusi i cheliceri ed escluse le filiere; il cefalotorace misura 5,1 x 4,7 millimetri è di colore bruno rossiccio, brillante e quadrangolare, ed ha il bordo striato di nero. I pedipalpi sono di colore bruno rossiccioscuro. L'opistosoma è lungo 6,6 x 4,2 millimetri, di forma ovale e di colore marrone grigiastro opaco. Le filiere sono grigio nerastre chiare e sono sei: quelle anteriori laterali sono lunghe 0,5 millimetri, quelle mediane posteriori 0,6 e le due posteriori laterali sono suddivise in quattro segmenti di lunghezza complessiva 2,5 millimetri.

## Comportamento
Come tutti i ragni del genere Atypus, anche questa specie vive in un tubo setoso parallelo al terreno, per una ventina di centimetri circa seppellito e per altri 8 centimetri fuoriuscente. Il ragno resta in agguato sul fondo del tubo: quando una preda passa sulla parte esterna, le vibrazioni della tela setosa allertano il ragno che scatta e la trafigge, per poi rompere la sua stessa tela, portarsi la preda nella parte interna e cibarsene..

## Distribuzione
Rinvenuta nella località di Giran stream, nei pressi della città di Andong, della Corea del Sud.